# Камінний господар (драматична поема)
«Камі́нний госпо́дар» — поетична драма, обробка Лесі Українки, у якій уперше в українській літературі змальовано образ чоловіка-спокусника. Написана  у квітні-травні 1912 року в м. Хоні на Кавказі. Над першим, чорновим варіантом Леся Українка працювала в період між 19 і 29 квітня 1912 року. Дата в автографах - 29 квітня - відбиває закінчення роботи саме над першим варіантом твору. Але робота на цьому не припинилася - Леся Українка аж до початку червня вдосконалювала текст п'єси: домагалася більшої виразності і чіткості образів.

## Дійові особи

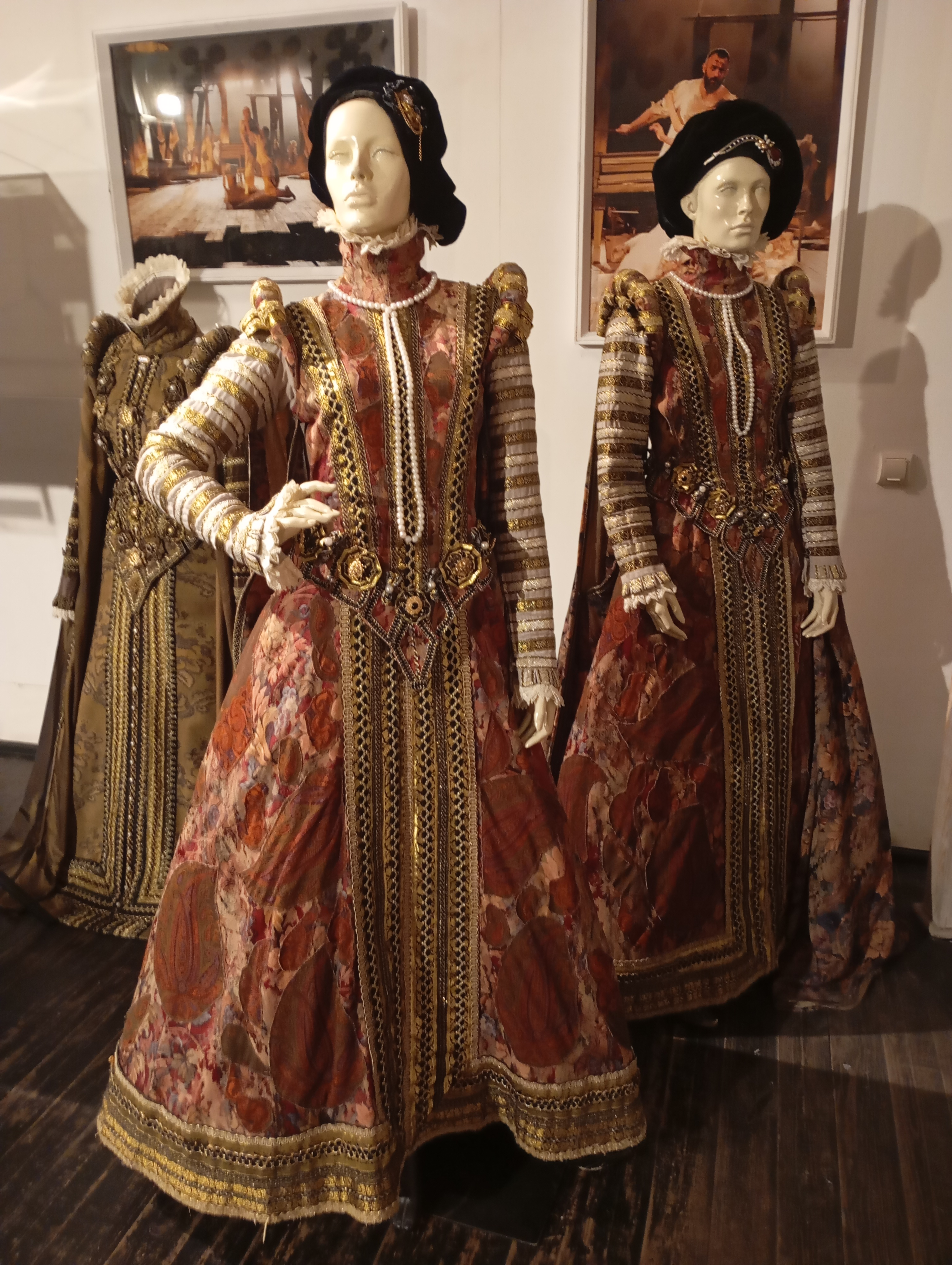
"Кам'яний господар". Костюми.Національний академічний драматичний театр імені Лесі Українки.

Командор дон Гонзаго де Мендоза.

Донна Анна.

Дон Жуан.

Долорес.

Сганарель — слуга дон Жуана.

Дон Пабло де Альварес — батько донни Анни.

Донна Мерседес — мати донни Анни.

Донна Соль. 

Донна Консепсьйон — грандеса.

Маріквіта — покоївка.

Дуенья донни Анни.

Гранди, грандеси, гості, слуги.

## Місце дії
І — Кладовище в Севільї.

ІІ — Осередній дворик в оселі сеньйора Пабло де Альварес.

ІІІ — Печера на березі моря в околиці Кадікса. де Альварес.

IV — Оселя командора в Мадриді. Опочивальня донни Анни.

V — Кладовище в Мадриді.

VI — Світлиця для бенкетів у командоровій оселі.

## Сюжет
Драма «Камінний господар» — українська версія світового сюжету. Сама Леся Українка так визначила задум драми: "Ідея її — перемога камінного, консервативного принципу, втіленого в командорі, над роздвоєною душею гордої, егоїстичної жінки донни Анни, а через неї — і над Дон-Жуаном, «Лицарем волі». Традиційний спокусник жінок у Лесі Українки сам стає до певної міри жертвою жінки, яка зломила його волю.
Леся Українка вважала п'єсу одним із кращих своїх творів. Проте поетеса з хвилюванням чекала, як сприйме драму читач і літературна громадськість.
Драматичній поемі про Дон Жуана судилася щасливіша доля, ніж іншим драматичним творам Лесі Українки. На початку 1914 року "Камінний господар" було поставлено в Києві театром М. Садовського, а газета "Рада" назвала день прем'єри "золотим днем" українського театру.

## Екранізація
- «Камінний господар», Укртелефільм, режисер М. І. Джинджиристий, 1971 рік[5].